# Vuosnajoki
Vuosnajoki (rus. Вуоснайоки; fin. Vuosnajoki) je rijeka južno od poluotoka Kola u Murmanskoj oblasti, Rusija. Duga je 66 km, a površina porječja je 661 km2. Rijeka se ulijeva u jezero Nivajarvi, koje se preko rijeke Kutsajoki dalje odlijeva prema rijeci Kovdi i Bijelom moru.

## Vanjske poveznice
|  | Zajednički poslužitelj ima još gradiva o temi Vuosnajoki |